# Mario Kienzl
Mario Kienzl (* 19. Dezember 1983 in Graz) ist ein ehemaliger österreichischer Fußballspieler auf der Position eines Mittelfeldspielers, der derzeit als Fußballtrainer tätig ist.

## Karriere
Kienzls erster Verein war der LUV Graz (Lehrlingsunterstützungsverein). Mit 14 Jahren wechselte er zum SK Sturm Graz und spielte im BNZ U-16 (Bundesnachwuchszentrum).
Der 1,78 m große zentrale Mittelfeldspieler gab sein Bundesligadebüt in der Saison 2001/02 unter Startrainer Ivica Osim. Er war in der Kampfmannschaft nur Reservespieler und sammelte hauptsächlich bei den Amateuren als Kapitän Spielpraxis. Im Finale des Supercups 2002 wurde er für Arnold Wetl eingewechselt und spielte die letzten 40 Minuten.
In der Saison 2002/03 kam es in Graz zur Ablöse von Ivica Osim. Der neue Trainer Franco Foda kannte Kienzl von der Zeit bei den Amateuren. In diesem Jahr absolvierte er seinen Präsenzdienst beim Österreichischen Bundesheer. Daher konnte er nicht alle Trainingseinheiten der Kampfmannschaft absolvieren und so brachte er es nur zu drei Einsätzen in der Bundesliga. Trotzdem gab Kienzl sein Debüt in einem internationalen Bewerb, als er in der 80. Minute für Alain Masudi beim 5:2 gegen den FC Livingston eingewechselt worden ist.
In der Saison 2003/04 erzielte er seine ersten Treffer gegen den SV Mattersburg und den SK Rapid Wien. Er schaffte es aber auf Grund einiger Verletzungen nicht, sich einen Stammplatz in der Bundesligamannschaft zu erkämpfen. Dies gelang ihm erst in der Saison 2007/08.
Ein Highlight während der Saison 2007/08 war sein Treffer in der 15. Runde gegen FC Red Bull Salzburg, welchen er per Fallrückzieher erzielte. Dieser Treffer wurde zum Tor des Monats Oktober gewählt wurde und am Ende der Saison zum Tor des Jahres gewählt.
In der Saison 2008/09 wurde Mario Kienzl von Trainer Franco Foda zum zweiten Kapitän hinter Mario Haas bestimmt. Weiters gelang ihm im Auftaktspiel der neuen Saison der Treffer zum 2:0 im UI-Cup-Spiel gegen FK Schachzjor Salihorsk.
Ende September 2008 verlängerte der Mittelfeldspieler seinen Vertrag bei Sturm Graz vorzeitig bis 2011. Im Februar 2009 wurde Kienzl erstmals vom damaligen ÖFB-Teamchef Karel Brückner für das freundschaftliche Länderspiel gegen Schweden in die Nationalmannschaft einberufen. Bei diesem Spiel wurde er in der 82. Minute für Paul Scharner eingewechselt und feierte somit sein Länderspieldebüt.
2010/11 wurde er österreichischer Meister mit Sturm Graz. Im Juli 2011 wurde er vom FC Vaduz aus der Challenge League verpflichtet und nach einem Jahr wieder entlassen. Nach mehrmonatiger Vereinslosigkeit zog er sich aus dem Profisport zurück und trat ab Anfang 2013 für den SV Lannach in der steirischen Unterliga West in Erscheinung. Nach einem knappen halben Jahr löste er auch dieses Engagement und zog sich weitgehend aus dem aktiven Fußballsport zurück. Mit dem sogenannten GC Odörfer, einer reinen Hobbymannschaft, nahm Kienzl 2015 als Mannschaftsführer am sogenannten Stammtischcup teil.
Bereits im Juli 2013 begann er mit dem Training von Nachwuchsmannschaften beim FC Kalsdorf, ehe er im Sommer 2014 zum Co-Trainer unter Christian Peintinger, den er noch aus den Zeiten beim SK Sturm Graz kannte, aufstieg. Nach dem Abgang von Peintinger als Co-Trainer Adi Hütters beim BSC Young Boys in der höchsten Schweizer Fußballliga im September 2015, übernahm Mario Kienzl kurzzeitig das Traineramt der Kalsdorfer. Nach wenigen Spielen unter Kienzls Führung wurde mit Michael Zisser ein neuer Trainer für den Drittligisten gefunden. Unter Zisser fungierte er daraufhin wieder als Co-Trainer, ehe er sich im Sommer 2016 zurückzog und danach erst wieder ab Anfang des Jahres 2017 als Zissers Assistenz in Erscheinung trat. In dieser Tätigkeit war er danach bis Sommer 2017 im Einsatz, ehe er nach der Übernahme der Amateurmannschaft des SK Sturm Graz von Joachim Standfest zum Assistenztrainer der Sturm-Amateure bestellt wurde und dort unter anderem an der seine des Torwarttrainers Roland Goriupp arbeitet.
Nach dem Ende seiner Profikarriere trat er zwischenzeitlich auch zeitweise für den Radiosender Antenne Steiermark in Erscheinung.

## Erfolge
- Österreichischer Cup-Sieger 2010 (Sturm Graz)
- Österreichischer Meister 2011 (Sturm Graz)